# Manop Sornkaew
Manop Sornkaew (thailändisch มานพ ศรแก้ว, * 1. Mai 1982) ist ein ehemaliger thailändischer Fußballspieler.

## Karriere
Manop Sornkaew stand bis Ende 2017 bei Songkhla United unter Vertrag. 2013 und 2014 spielte er mit dem Verein aus Songkhla in der ersten Liga des Landes, der Thai Premier League. Hier bestritt er 42 Erstligaspiele. Ende 2014 stieg er mit dem Verein in die zweite Liga. Die Saison 2018 spielte er beim Viertligisten Hat Yai FC in Hat Yai. Anfang 2019 unterschrieb er einen Vertrag beim ebenfalls in der vierten Liga spielenden Phatthalung FC. Mit dem Verein aus Phatthalung trat man in der Southern Region an. Für Phatthalung bestritt er vier Ligaspiele. Ende 2019 wurde sein Vertrag nicht verlängert. Die Saison 2022 spielte er in der Thailand Amateur League, wo er für dem Binlha Songkhla City FC auf dem Spielfeld stand.